# Chambon-sur-Voueize
Chambon-sur-Voueize település Franciaországban, Creuse megyében. Lakosainak száma 827 fő (2022. január 1.). Chambon-sur-Voueize Budelière, Évaux-les-Bains, Lépaud, Lussat, Sannat, Tardes és Viersat községekkel határos.

## Népesség
A település népességének változása:
| Lakosok száma | 1367 | 1288 | 1105 | 1013 | 937  | 931  | 892  | 868  | 863  | 827  |
|               | 1968 | 1982 | 1990 | 2006 | 2013 | 2015 | 2017 | 2019 | 2020 | 2022 |